# The Flying Saucer
The Flying Saucer är en amerikansk independent science fiction-film från 1950, regisserad av Mikel Conrad. Medverkar gör bland andra Mikel Conrad och Pat Garrison. 

## Handling
Amerikanska underrättelsetjänster har fått vetskap om att sovjetiska spioner börjat utforska ett avlägset område i Alaska. De söker svar på de vittnesmål om flygande tefat som rapporterats in runt om i världen. En förmögen amerikansk playboy, Mike Trent (Mikel Conrad), som växte upp i samma område, rekryteras av United States Secret Service för att assistera en agent. Tillsammans undersöker de platsen för att komma underfund med vad ryssarna hittat.

## Om filmen
The Flying Saucer var den första långfilmen som berörde den, då för tiden, nya företeelsen med flygande tefat.   